# Markus Dömer
Markus Dömer (* 14. Februar 1969 in Dortmund) ist ein deutscher Karambolagespieler, Europameister und mehrfacher Deutscher Meister im Dreiband und Einband.

## Leben
Dömer ging in Mengede zur Schule (Gymnasium), bevor er 1989 seine 15-monatige Grundausbildung bei der Bundeswehr in Lübeck ableisten musste. 1990 begann er eine Lehre als Versicherungskaufmann beim Gerling-Konzern. Nach dem erfolgreichen Abschluss seiner Ausbildung war er für unterschiedliche Versicherungsunternehmen tätig, bevor er schließlich 2001 bei seinem heutigen Arbeitgeber, der Zurich Gruppe, tätig wurde. Er ist dort als Vertriebsleiter in der Dortmunder Regionaldirektion angestellt.
Am 13. September 2001 heiratete er seine jetzige Frau, zusammen haben sie, seit Mai 2008, eine Tochter.
Wie sein Kollege Wolfgang Zenkner hat er sich für den Beruf entschieden, das Dreibandspiel betreibt er auf Amateurebene.

## Karriere
Seine Karriere begann Dömer, 1979, im Keller des „BSC Mengede“ auf dem Turnierbillard. Da er, zum Leidwesen seiner Eltern und Lehrer, sehr viel Zeit dort beim Training verbrachte, wurde der Verein bald zu einem zweiten „zu Hause“. Schon bald stellten sich erste Erfolge ein: 1991 Bundesmeister in der Freien Partie. Dömer suchte nun, in anderen Clubs, nach neuen Herausforderungen, vor allem auf dem Matchbillard. Er spielte unter anderem bei der „Bvg. Dortmund“, „BC Langen“ und dem „BSV Kamen“. Der Niederländer Peter Volleberg vom BC Eichlinghofen, wo er auch spielte, lenkte ihn später in die holländischen „Ehrendivision“, zum „BC Apollo“ nach Deurne/Antwerpen. Dort spielte Dömer mit den internationalen Billardgrößen Jean Paul de Bruijn und Frédéric Caudron im Einband.
Sein größter Erfolg ist der Sieg bei der Dreiband-Europameisterschaft im Team 2008.
In der Saison 2012/13 spielte er für den BCC Witten 1931, mit dem er Deutscher Meister wurde. Im September 2012 nahm er zum ersten Mal an der Dreiband-Weltmeisterschaft in Porto teil. In der Gruppenphase verlor er beide Spiele gegen Lütfi Çenet aus der Türkei und den Belgier Eddy Leppens und kam im Endklassement auf den 38. von 48 Plätzen. Er bemängelte seine eigene Leistung, beurteilte aber die Teilnahme trotzdem als positiv und lehrreich. Bei seiner Teilnahme an der Dreiband-Weltmeisterschaft für Nationalmannschaften, 2013 in Viersen, mit der deutschen B-Mannschaft, belegten er und sein Teamkollege Ronny Lindemann den 13. Platz. Dömer musste sich denkbar knapp dem Vietnamesen Ngô Đình Nại mit 29:30 geschlagen geben.
Bis Ende 2012 war er, neben seinem Billardspiel, als deutschsprachiger Journalist bei dem französischen Internet-TV-Sender Kozoom tätig. Nach seinem Abschied übernahm Markus Schönhoff diese Funktion.

## Verbandsarbeit
im März 2019 wurde bekannt, dass Dömer die Nachfolge von Kurt Dahlhaus als Sportwart der DBU übernimmt. Dahlhaus tritt aus Altersgründen zurück, die Team-WM in Viersen wird sein letztes Turnier sein, danach übernimmt Dömer. Eine der ersten Änderungen die Dömer vornahm war die Namensänderung der Deutschen Pokalmannschaftsmeisterschaft (DPMM) in Teampokal Dreiband zur beginnenden Spielsaison 2019/20. Grund der Namenanpassung sind namengleiche Wettbewerbe im Poolbillard und Snooker.

## German Dreiband Masters
Zusammen mit Jens Eggers war Dömer Initiator und Mitbegründer der im Sommer 2012 ins Leben gerufenen Turnierserie German Dreiband Masters (Einladungsturnier). Das Turnier wurde am 12. Juli 2012 von der Deutschen Billard-Union (DBU) genehmigt. Sie ist von deren Statuten unabhängig, Ranglistenpunkte werden nicht vergeben. Es nehmen die 14 besten deutschen Dreibandspieler plus zwei Wildcardspieler teil. Aus persönlichen Gründen stieg Dömer Anfang 2013 von der Organisation zurück. Das erste Turnier, das jährlich nach Beendigung der Saison stattfinden soll, wurde vom 31. Mai bis 2. Juni 2013 in Herten ausgetragen.

## Erfolge
- Dreiband-Europameisterschaft (Team): Sieger 2008
- Deutscher Meister (Dreiband/Team):  Sieger 2011, 2012, 2013
- Deutscher Meister (Dreiband/Einzel): Dritter 2010 • Zweiter 2007
- Deutscher Pokalmannschaftsmeister: Sieger 2010, 2011, 2012
- German Grand Prix (Dreiband/Einzel): Sieger 2010/1 • Zweiter 2011/1, 2008/4 • Dritter 2006/6
- Deutscher Meister (Einband/Einzel-Turnierbillard): Sieger 2001, 2006, 2010 • Zweiter 2002, 2004
- Bundesmeister (Einband/Einzel): Sieger 1996, 1997, 2001, 2002
- Bundesmeister (Dreiband/Mannschaft-Turnierbillard): Sieger 2007, 2008, 2010
- Bundesmeister (Vierkampf/Mannschaft-Turnierbillard): Sieger 1991, 1994

## Auszeichnungen
- Sportler des Jahres: 2011 (Castrop-Rauxel)